# Combat Flight Simulator
Combat Flight Simulator är ett stridsflygsimulatorspel, utvecklat och utgivet av Microsoft 1998. Spelet utspelar sig under andra världskriget i Europa. Spelaren startar som nybörjare på ett flygfält i södra England i början av kriget och sedan fortsätter med att ingå i de amerikanska trupperna under D-dagen.  2000 släpptes en uppföljare till spelet, Combat Flight Simulator 2.